# Alejandro Casañas
Pour les articles homonymes, voir Alejandro Ramírez, Casañas et Ramírez.
Alejandro Casañas Ramírez, né le 29 janvier 1954 à La Havane, est un athlète cubain spécialiste du 110 mètres haies.

## Carrière
Lors des Universiades de Sofia, il a établi un nouveau record du monde. Il ne put confirmer ce résultat par la suite, n'obtenant "que" deux médailles d'argent olympiques.

## Palmarès
| Date | Compétition                                      | Lieu           | Résultat | Épreuve          | Temps   |
| ---- | ------------------------------------------------ | -------------- | -------- | ---------------- | ------- |
| 1971 | Jeux panaméricains                               | Cali           | 5e       | 110 m haies      |         |
| 1974 | Jeux d'Amérique centrale et des Caraïbes         | Saint-Domingue | 1er      | 110 m haies      | 13 s 80 |
| 1975 | Jeux panaméricains                               | Mexico         | 1er      | 110 m haies      | 13 s 44 |
| 1975 | Jeux panaméricains                               | Mexico         | 2e       | Relais 4 × 100 m | 38 s 46 |
| 1976 | Jeux olympiques                                  | Montréal       | 2e       | 110 m haies      | 13 s 33 |
| 1976 | Jeux olympiques                                  | Montréal       | 5e       | Relais 4 × 100 m | 39 s 01 |
| 1977 | Championnats d'Amérique centrale et des Caraïbes | Xalapa         | 1er      | 110 m haies      | 13 s 55 |
| 1977 | Universiade                                      | Sofia          | 1er      | 110 m haies      | 13 s 21 |
| 1977 | Coupe du monde des nations                       | Düsseldorf     | 2e       | 110 m haies      | 13 s 50 |
| 1978 | Jeux d'Amérique centrale et des Caraïbes         | Medellín       | 1er      | 110 m haies      | 13 s 67 |
| 1978 | Jeux d'Amérique centrale et des Caraïbes         | Medellín       | 2e       | Relais 4 × 100 m | 39 s 44 |
| 1979 | Jeux panaméricains                               | San Juan       | 2e       | 110 m haies      | 13 s 46 |
| 1979 | Jeux panaméricains                               | San Juan       | 2e       | Relais 4 × 100 m | 39 s 14 |
| 1979 | Coupe du monde des nations                       | Montréal       | 3e       | 110 m haies      | 13 s 44 |
| 1980 | Jeux olympiques                                  | Moscou         | 2e       | 110 m haies      | 13 s 40 |
| 1981 | Championnats d'Amérique centrale et des Caraïbes | Saint-Domingue | 1er      | 110 m haies      | 13 s 85 |
| 1981 | Coupe du monde des nations                       | Rome           | 2e       | 110 m haies      | 13 s 36 |
| 1982 | Jeux d'Amérique centrale et des Caraïbes         | La Havane      | 1er      | 110 m haies      | 13 s 38 |
| 1982 | Jeux d'Amérique centrale et des Caraïbes         | La Havane      | 1er      | Relais 4 × 100 m | 39 s 15 |
| 1983 | Championnats d'Amérique centrale et des Caraïbes | La Havane      | 1er      | 110 m haies      | 13 s 61 |
| 1983 | Jeux panaméricains                               | Caracas        | 2e       | 110 m haies      | 13 s 51 |
| 1985 | Championnats d'Amérique centrale et des Caraïbes | Nassau         | 1er      | 110 m haies      | 13 s 68 |

## Records
- Record du monde du 110 m haies en 13 s 21 le 21 août 1977 à Cuba (amélioration du record de Rodney Milburn, battu deux ans plus tard par Renaldo Nehemiah)